# Mahou no Yousei Persia
Mahou no Yousei Persia (яп. 魔法の妖精 ペルシャ Махо: но Ё:сэй Пэруся, букв. «Волшебная фея Персия») — 48-серийный махо-сёдзё аниме-сериал, снятый компанией «Studio Pierrot» и транслировавшийся по телеканалу Nippon Television с июля 1984 по май 1985 года. В дополнение к телевизионному сериалу был создан OVA, в котором в качестве главных героинь появились не только Персия, но и персонажи из других аниме студии-производителя.
«Mahou no Yousei Persia» стала вторым из пяти выпущенных на данный момент компанией «Studio Pierrot» махо-сёдзё аниме.

## Сюжет
Персия — 11-летняя энергичная девочка, выросшая вместе с животными в равнинах Африки и носившая только шкуру леопарда. Братья-близнецы Рики и Гаку Мурои, а также и их дедушка Гокэн, привозят её в Японию, где она стала проживать у пары, владеющей продуктовым магазином.
Однажды, совершенно неведомым образом, она попадает в «Прекрасные Мечты» — волшебное место, где рождаются и растут мечты людей. Появившаяся перед ней в виде бабочки королева фей, объясняет, что этот чудесный мир находится в опасности — в нём наступила зима и мечты не могут покинуть её. Она даёт Персии волшебный золотой ободок, реагирующий на произношение слова «Папурикко». С его помощью девочка способна вызывать магический жезл, являющийся мостом между её родным миром и Прекрасными Мечтами, и который, реагируя на слова «Пэрукко Рабурин Курукуру Ринкуру», способен превращать её во взрослую. Вместе с тремя помощниками она отправляется обратно в свой мир с целью собрать там энергию чтобы отогреть Прекрасные Мечты.